# Agencia para Asuntos Culturales

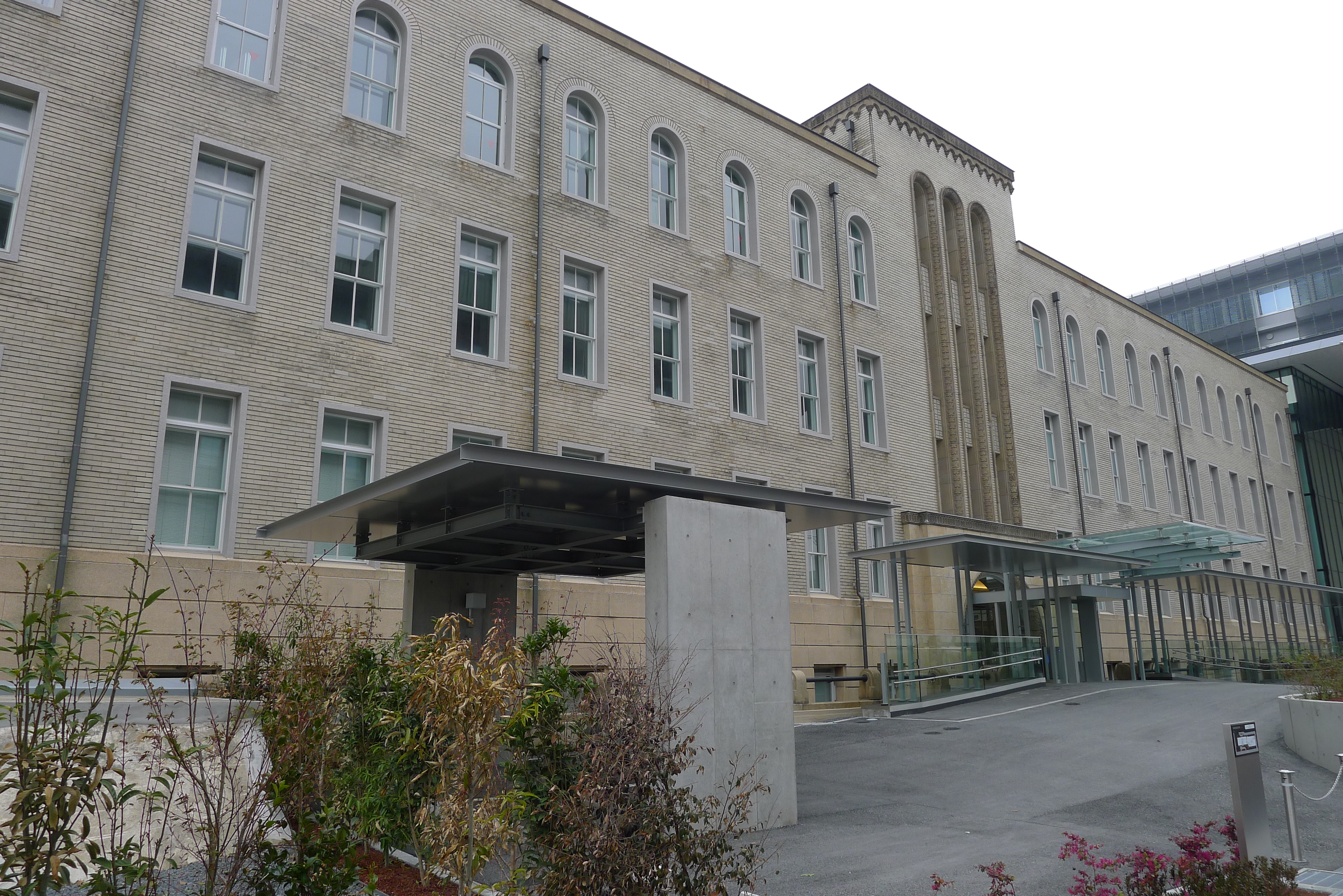
Sede de la agencia en Kioto.

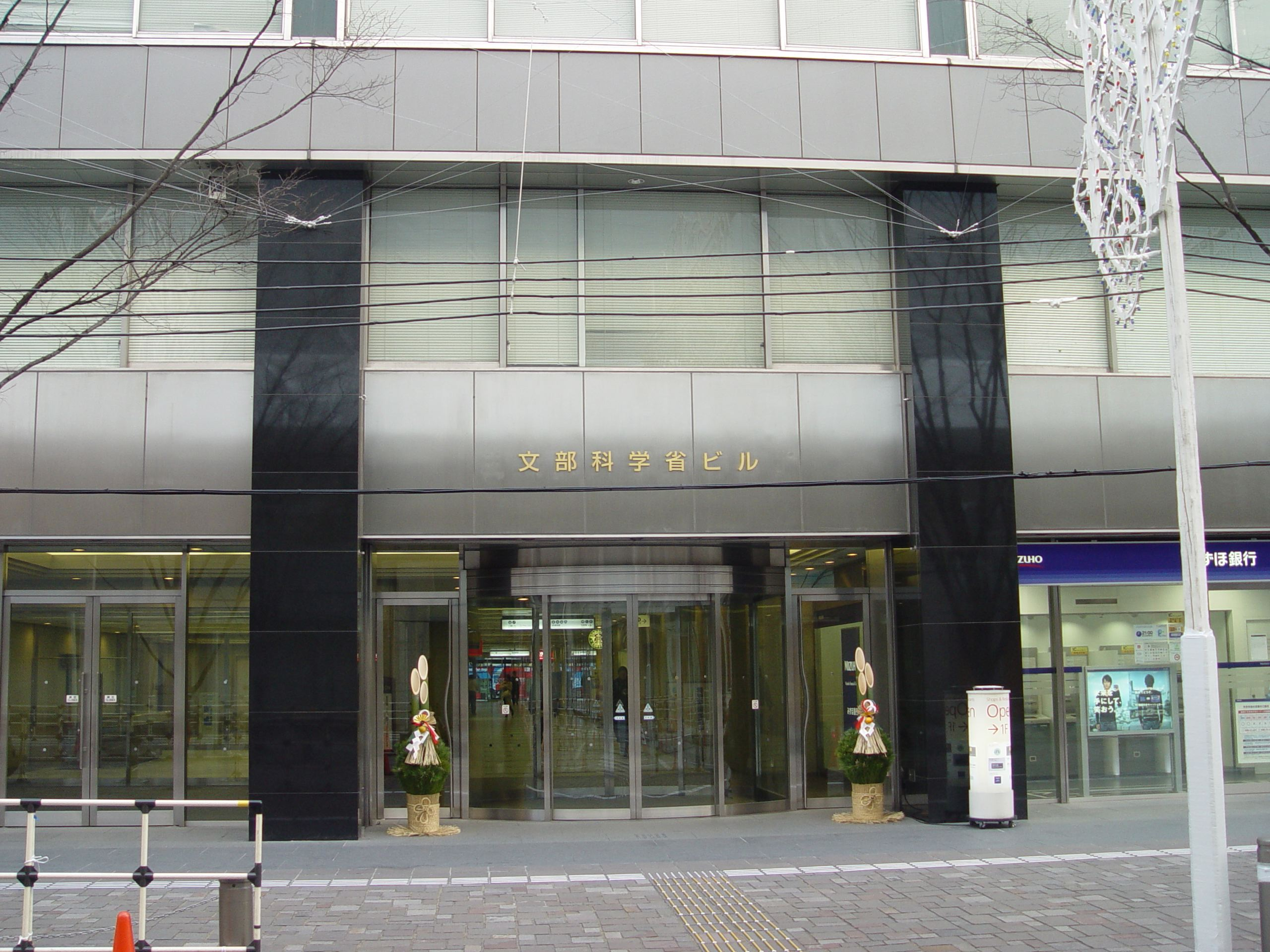
Edificio de las oficinas en Tokio, en 2005, con decoración kadomatsu.

La Agencia para Asuntos Culturales (文化庁 bunkachō?) es un organismo especial del Ministerio de Educación, Cultura, Deportes, Ciencia y Tecnología (MEXT) de Japón. Fue creado en 1968 para promover las artes y la cultura japonesa. 
Desde el 27 de marzo de 2023, la agencia cuenta con sede principal en Kioto. Previamente se encontraba en el barrio de Chiyoda. El Comisionado para Asuntos Culturales Shunichi Tokura dirige la agencia desde abril de 2021.

## Historia
El 30 de mayo de 1950, el Ministerio de Educación japonés promulgó la Ley de protección de los bienes culturales (文化財保護法, bunkazai hogohō), que entró en vigor al mes siguiente.
Se creó un nuevo servicio: el Comité nacional para la protección de bienes culturales, encargado de poner en marcha la nueva política patrimonial del Estado, dirigido por el primer ministro de Japón de la época, Shigeru Yoshida. En 1968, el Ministerio de Educación disolvió el Comité Nacional para la Protección de los Bienes Culturales y creó la Agencia para Asuntos Culturales. como resultado de la fusión de la Oficina de Asuntos Culturales del Ministerio de Educación y la anterior Comisión para la Protección del Patrimonio. Su primer comisionado fue Hidemi Kon (15 de junio de 1968 – 1 de julio de 1972).

## Estructura administrativa
La agencia está compuesta por tres divisiones principales: la secretaría, el departamento de Asuntos Culturales y el departamento de Patrimonio Cultural. El departamento de Asuntos Culturales es responsable de la promoción de las artes, la cultura, las lenguas del archipiélago y las tradiciones religiosas, mientras que el departamento de Patrimonio Cultural gestiona la designación y la administración de los bienes culturales materiales e inmateriales (incluyendo los tesoros nacionales), y la subvención de restauraciones. 
La agencia también incluye la Academia de las Artes de Japón y varias comisiones especializadas para llevar a cabo los estudios pertinentes. La Academia honra a personas eminentes de las artes y las letras, nombrándolas miembros y ofreciendo 3,5 millones de yenes en premios. Los premios se otorgan en presencia del emperador, quien personalmente otorga el más alto reconocimiento, la Orden de la Cultura. En 1989, por primera vez, dos mujeres -una escritora y una diseñadora de vestuario- fueron nominadas para la Orden del Mérito Cultural, otro honor oficial con el mismo premio monetario. 
Tres instituciones administrativas independientes también entran en el campo de la agencia: el Instituto Nacional de Patrimonio Cultural, que administra los cuatro museos nacionales del país (Museo Nacional de Tokio, Museo Nacional de Kioto, Museo Nacional de Nara y Museo Nacional de Kyushu); los institutos nacionales de investigación sobre el patrimonio de Tokio y Nara y el Centro Internacional de Investigación sobre el Patrimonio Cultural Inmaterial de la Región Asia-Pacífico; los museos nacionales de arte (Museo Nacional de Arte Moderno de Tokio y el Museo de Arte Moderno de Kioto, el Museo Nacional de Arte Occidental, el Museo Nacional de Arte de Osaka y el Centro Nacional de las Artes de Tokio); el Consejo de las Artes de Japón incluye los teatros nacionales (Teatro Nacional de Japón, Nuevo Teatro Nacional, Teatro Nacional de Nō, Teatro Nacional de Bunraku y Teatro Nacional de Okinawa).